# L'Ermite de Beaucroy

L'Ermite de Beaucroy est le premier album de bande dessinée de la série Robert et Bertrand, écrit et dessiné par Willy Vandersteen.

## Synopsis
Deux vagabonds, Robert et Bertrand, font une halte au château de Beaucroy afin de trouver le trésor qu'il recèle et qu'un mystérieux ermite semble convoiter.

## Personnages
- Robert
- Bertrand
- Jacky
- Inspecteur Dix-Sept

## Note
Ce premier tome de la saga Robert et Bertrand est paru en 1973 dans le quotidien De Standaard. Quoique méconnue en France, cette série de bande dessinée est très populaire en Flandres, ainsi qu'aux Pays-Bas.

## Éditions
- Mysterie op Rozendael : Standaard, 1973, version originale
- L'Ermite de Beaucroy : Erasme, 1975, version française  (ISBN 90-02-00818-X)